# Charles (rijeka)
Charles (engleski: Charles River) je rijeka u američkoj saveznoj državi Massachusettsu duga 129 km.

## Zemljopisne karakteristike
Rijeka Charles izvire iz jezera Echoa, kod grada Hopkintona, na jugoistoku Massachusettsa.Od jezera rijeka teče prema sjeveroistoku, do svog ušća u Zaljev Massachusetts - točnije u njegov dio Bostonska luka.
Charles sa svojim pritokama ima sliv velik oko 798 km², koji obuhvaća najgušće naseljeni dio države Massachusetts i Nove Engleske. 
Na rijeci je radi regulacije vodotoka, podignuto 20 brana.

## Vanjske poveznice
|  | Zajednički poslužitelj ima još gradiva o temi Charles (rijeka) |

- Charles River Watershed na portalu Charles River Watershed Association  Arhivirana inačica izvorne stranice od 16. veljače 2013. (Wayback Machine) (engl.)